# Red Ghost (film)
Pour les articles homonymes, voir Red Ghost.
Pour plus de détails, voir Fiche technique et Distribution.
Red Ghost (Красный призрак, Krasnyï prizrak) est un film russe réalisé par Andreï Bogatyrev, sorti en 2021,,.

## Synopsis
Le 30 décembre 1941. Quittant l'encerclement du village de Vyazma, un petit détachement de soldats soviétiques s'engage dans un combat inégal avec une unité spéciale de la Wehrmacht. Chaque homme de l'Armée rouge est prêt à sacrifier sa vie pour le bien de sa patrie. Et parmi eux, il y a un demi-humain, un demi-fantôme qui inspire aux fascistes une peur animale et mortelle.

## Fiche technique
- Titre : Red Ghost (titre DVD) ou Le Fantôme rouge[4]
- Titre original : Krasnyï prizrak (Красный призрак)
- Réalisation : Andreï Bogatyrev
- Musique : Sergueï Soloviov
- Photographie : Nikita Roïdestvenski
- Montage : Andreï Bogatyrev et Youlia Lioubomirova
- Décors : Maria Tourskaïa
- Production : Andrey Bogatyrev, Elvira Dmitrievskaya, Konstantin Elkin, Alexey A. Petrukhin, Oleg Tumanov et Tatyana Voronetskaya
- Société de production : ABS Film Company, Khleb Film Studio et Movie Art Factory
- Pays :  Russie
- Genre : Action, guerre et thriller
- Durée : 99 minutes
- Dates de sortie : 
  -  Russie : 3 octobre 2020 (Festival international du film de Moscou), 10 juin 2021
  -  France : 15 février 2022 (VOD)

## Distribution
- Alekseï Chevtchenko (ru) : le Fantôme rouge / Red Ghost / Krasnyï prizrak
- Vladimir Gostioukhine : le grand-père
- Iouri Borissov : prostachyok
- Polina Tchernichova (ru) : Vera
- Wolfgang Cerny (de) : Braun
- Mikhaïl Gorevoï : le comique